# Willie Morgan
Willie Morgan, właśc. William Morgan (ur. 2 października 1944 w Sauchie) – szkocki piłkarz występujący podczas kariery na pozycji pomocnika.

## Kariera klubowa
Willie Morgan zawodową karierę rozpoczynał w 1963 roku w angielskim klubie Burnley F.C. z Division One. W lidze angielskiej zadebiutował w 1963 w wyjazdowym meczu Sheffield Wednesday. W 1968 przeszedł do Manchesteru United. W barwach Czerwonych Diabłów Morgan nie odniósł sukcesów, gdyż był to słaby okres w historii klubu. United z Morganem w składzie spadł do drugiej ligi w 1974, by po roku powrócić do Division One. Po powrocie do pierwszej ligi Morgan powrócił do Burnley. Jednak w trakcie sezonu 1975/1976 odszedł do drugoligowego Boltonu Wanderers. W Boltonie występował do 1980. Z Boltonem awansował do pierwszej ligi w 1978. W trakcie gry w Boltonie Morgan w czasie przerw między sezonami wyjeżdżał do USA do występujących w North America Soccer League klubów: Chicago Sting i Minnesoty Kicks. W 1980 powrócił do Anglii, gdzie został zawodnikiem trzecioligowego Blackpool, w którym rok później zakończył karierę.
| Sezon   | Klub                  | Kraj              | Rozgrywki      | Mecze | Bramki |
| ------- | --------------------- | ----------------- | -------------- | ----- | ------ |
| 1962/63 | Burnley F.C.          | Anglia            | Division One   | 2     | 0      |
| 1963/64 | Burnley F.C.          | Anglia            | Division One   | 25    | 4      |
| 1964/65 | Burnley F.C.          | Anglia            | Division One   | 35    | 3      |
| 1965/66 | Burnley F.C.          | Anglia            | Division One   | 39    | 2      |
| 1966/67 | Burnley F.C.          | Anglia            | Division One   | 40    | 3      |
| 1967/68 | Burnley F.C.          | Anglia            | Division One   | 42    | 7      |
| 1968/69 | Manchester United     | Anglia            | Division One   | 29    | 5      |
| 1969/70 | Manchester United     | Anglia            | Division One   | 35    | 7      |
| 1970/71 | Manchester United     | Anglia            | Division One   | 25    | 3      |
| 1971/72 | Manchester United     | Anglia            | Division One   | 35    | 1      |
| 1972/73 | Manchester United     | Anglia            | Division One   | 40    | 4      |
| 1973/74 | Manchester United     | Anglia            | Division One   | 41    | 2      |
| 1974/75 | Manchester United     | Anglia            | Division Two   | 33    | 3      |
| 1975/76 | Burnley F.C.          | Anglia            | Division One   | 13    | 0      |
| 1975/76 | Bolton Wanderers F.C. | Anglia            | Division Two   | 10    | 0      |
| 1976/77 | Bolton Wanderers F.C. | Anglia            | Division Two   | 41    | 1      |
| 1977    | Chicago Sting         | Stany Zjednoczone | NASL           | 20    | 3      |
| 1977/78 | Bolton Wanderers F.C. | Anglia            | Division Two   | 41    | 4      |
| 1978    | Minnesota Kicks       | Stany Zjednoczone | NASL           | 16    | 2      |
| 1978/79 | Bolton Wanderers F.C. | Anglia            | Division One   | 41    | 2      |
| 1979    | Minnesota Kicks       | Stany Zjednoczone | NASL           | 24    | 1      |
| 1979/80 | Bolton Wanderers F.C. | Anglia            | Division One   | 21    | 3      |
| 1980    | Minnesota Kicks       | Stany Zjednoczone | NASL           | 25    | 1      |
| 1980/81 | Blackpool F.C.        | Anglia            | Division Three | 39    | 2      |
| 1981/82 | Blackpool F.C.        | Anglia            | Division Three | 12    | 2      |

## Kariera reprezentacyjna
W reprezentacji Szkocji Morgan zadebiutował 21 października 1967 w przegranym 0-1 meczu el. Euro 68, który był jednocześnie meczem British Home Championship z Irlandią Północną. W 1974 został powołany do kadry na mistrzostwa świata. Na mundialu w RFN wystąpił w dwóch meczach Brazylią i Jugosławią, który był jego ostatnim meczem w reprezentacji. Ogółem w reprezentacji rozegrał 21 meczów, w których zdobył bramkę.
| Mecze i gole w reprezentacji | Mecze i gole w reprezentacji | Mecze i gole w reprezentacji | Mecze i gole w reprezentacji | Mecze i gole w reprezentacji | Mecze i gole w reprezentacji | Mecze i gole w reprezentacji           |
| #                            | Data                         | Miasto                       | Przeciwnik                   | Gol                          | Wynik                        |                                        |
| ---------------------------- | ---------------------------- | ---------------------------- | ---------------------------- | ---------------------------- | ---------------------------- | -------------------------------------- |
| 1.                           | 21.10.1967                   | Belfast                      | Irlandia Północna            |                              | 0:1                          | el. Euro 68, British Home Championship |
| 2.                           | 26.04.1972                   | Glasgow                      | Peru                         |                              | 2:0                          | towarzyski                             |
| 3.                           | 29.06.1972                   | Belo Horizonte               | Jugosławia                   |                              | 2:2                          | Taça Independência                     |
| 4.                           | 02.07.1972                   | Porto Alegre                 | Czechosłowacja               |                              | 0:0                          | Taça Independência                     |
| 5.                           | 05.07.1972                   | Rio de Janeiro               | Brazylia                     |                              | 0:1                          | Taça Independência                     |
| 6.                           | 18.10.1972                   | Kopenhaga                    | Dania                        | Gol                          | 4:1                          | el. MŚ 1974                            |
| 7.                           | 15.11.1972                   | Glasgow                      | Dania                        |                              | 2:0                          | el. MŚ 1974                            |
| 8.                           | 14.02.1973                   | Glasgow                      | Anglia                       |                              | 0:5                          | Mecz 100-lecia SFA                     |
| 9.                           | 12.05.1973                   | Wrexham                      | Walia                        |                              | 2:0                          | British Home Championship              |
| 10.                          | 16.05.1973                   | Glasgow                      | Irlandia Północna            |                              | 1:2                          | British Home Championship              |
| 11.                          | 19.05.1973                   | Londyn                       | Anglia                       |                              | 0:1                          | British Home Championship              |
| 12.                          | 22.06.1973                   | Berno                        | Szwajcaria                   |                              | 0:1                          | towarzyski                             |
| 13.                          | 30.06.1973                   | Glasgow                      | Brazylia                     |                              | 0:1                          | Mecz 100-lecia SFA                     |
| 14.                          | 26.09.1973                   | Glasgow                      | Czechosłowacja               |                              | 2:1                          | el. MŚ 1974                            |
| 15.                          | 17.10.1973                   | Bratysława                   | Czechosłowacja               |                              | 0:1                          | el. MŚ 1974                            |
| 16.                          | 14.11.1973                   | Glasgow                      | RFN                          |                              | 1:1                          | towarzyski                             |
| 17.                          | 27.03.1974                   | Frankfurt nad Menem          | RFN                          |                              | 1:2                          | towarzyski                             |
| 18.                          | 11.05.1974                   | Glasgow                      | Irlandia Północna            |                              | 0:1                          | British Home Championship              |
| 19.                          | 016.06.1974                  | Bruksela                     | Belgia                       |                              | 1:2                          | towarzyski                             |
| 20.                          | 18.06.1974                   | Frankfurt nad Menem          | Brazylia                     |                              | 0:0                          | Mistrzostwa Świata                     |
| 21.                          | 22.06.1974                   | Frankfurt nad Menem          | Jugosławia                   |                              | 1:1                          | Mistrzostwa Świata                     |